# Chlorocalis
Chlorocalis (лат.) — род насекомых из семейства настоящих богомолов (Mantidae). В настоящее время его помещают в трибу Hierodulini. Виды этого рода встречаются в Индокитайском регионе.

## Виды
Mantodea Species File указывает следующие два вида:
- Chlorocalis maternaschulzei Stiewe, Vermeersch & Shcherbakov, 2019 Типовое местонахождение: провинция Накхонратчасима, Таиланд.
- Chlorocalis prasina Vermeersch, Shcherbakov & Stiewe, 2019 Типовое местонахождение: провинция Контум, Вьетнам.